# Castelo de Dunure

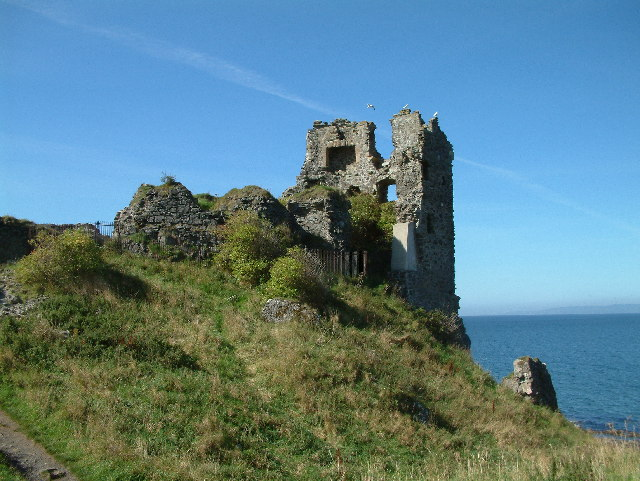
Castelo de Dunure, Escócia.

O Castelo de Dunure (em língua inglesa Dunure Castle) é um castelo atualmente em ruínas localizado em Maybole, South Ayrshire, Escócia. 
Encontra-se classificado na categoria "A" do "listed building" desde 14 de abril de 1971.